# Vaïgatch (brise-glace, 1909)
Pour les articles homonymes, voir Vaïgatch.
Le Vaïgatch (en russe : Вайгач) est un brise-glace à vapeur russe (puis soviétique), commandé par la marine impériale russe et construit en 1907 au chantier naval Sredne-Nevski de Saint-Pétersbourg et nommé d’après l’île polaire de Vaïgatch dans l’Arctique russe.
La pose de la quille du Vaïgatch (et de son navire jumeau le Taïmyr) a eu lieu le 18 avril 1908. Il a été lancé en 1908 et mis en service en 1909. Sa construction a coûté 600 000 roubles. La construction du Vaïgatch et de son sister-ship le Taïmyr, a été financée par le gouvernement russe, qui souhaitait utiliser les deux navires pour explorer en profondeur les zones inexplorées de la route maritime du Nord. Cette entreprise est connue sous le nom d’Expédition hydrographique de l'océan Arctique.

## Conception
Le Vaïgatch avait un déplacement de 1359 tonnes, et 1500 tonnes à pleine charge, une longueur de 60 m, une largeur de 11,9, un tirant d'eau de 6,7 m. Il avait une proue renforcée et pouvait naviguer à travers des glaces de 60 à 90 cm d’épaisseur. Il possédait un moteur à vapeur à triple expansion de 1200 ch, alimenté par deux chaudières cylindriques. La vitesse maximale était de 9 nœuds, la vitesse de croisière économique de 7 nœuds. Avec une réserve de 500 tonnes de combustible, le navire pouvait parcourir 12000 milles nautiques. Le navire avait également un poste de télégraphie sans fil à bord. Le Taïmyr et le Vaïgatch étaient considérés à l’époque comme les meilleurs brise-glaces du monde.
Pendant la Première Guerre mondiale, il a été armé de quatre canons de 75 mm, deux canons de 37 mm et deux mitrailleuses

## Carrière
Le 29 octobre 1909, les deux navires quittèrent le port de Kronstadt pour naviguer, via le canal de Suez, l’océan Indien et l’Asie du Sud-Est, jusqu’à Vladivostok. Le Vaïgatch était commandé par Alexandre Koltchak. Les navires arrivent à Vladivostok au printemps 1910. Leur voyage de recherche commence à l’automne 1910, lorsqu’ils quittent le port de Vladivostok avec des scientifiques à bord. Les deux navires ont d’abord navigué vers la mer des Tchouktches et ont commencé leur exploration. Pendant les cinq années suivantes, les brise-glaces ont continué à sonder et à effectuer des relevés hydrographiques pendant le dégel. Avant le début de chaque hiver, lorsque les conditions de glace devenaient trop mauvaises, ils retournaient à Vladivostok à l’automne pour attendre le printemps.
En 1911, les scientifiques et l’équipage des deux navires ont effectué le premier débarquement russe sur l’île Wrangel. C’était la première équipe de chercheurs sur l’île en trente ans. Un drapeau russe a été planté au cap Thomas par le chef de l’expédition, Boris Vilkitski, le commandant du Taïmyr. Le Vaïgatch était alors commandé par Konstantin Loman. Le médecin du navire, Eduard Arngold, a relaté le débarquement historique et a rendu compte des recherches menées sur l’île. Dans le même temps, la carte de l’île, dressée antérieurement par les Américains, a été affinée.
Un des plus grands succès de l’expédition est la cartographie précise de la route maritime du Nord et la découverte de Severnaïa Zemlya en 1913. Vilkitsky plante le drapeau russe sur la terre de Nicolas II découverte par l’expédition, qui était encore confondue avec une masse continentale à l’époque.
En 1914-1915, le Vaïgatch et le Taïmyr furent les premiers navires russes à traverser la route maritime du Nord, de Vladivostok à Arkhangelsk. Le Vaïgatch était alors sous le commandement du colonel I. Sergeev, et le capitaine du Taïmyr était toujours Boris Vilkitsky. Les deux brise-glaces ont essayé en vain de forcer le passage du Nord afin d’atteindre Archangelsk. Cependant, les conditions météorologiques et les glaces épaisses ne leur ont pas permis de traverser la mer de Kara. Ils s’y sont retrouvés coincés et ont été contraints de passer l’hiver dans la baie de Bukhta Dika, près des îles Firnley. Ils n’ont pu terminer leur voyage qu’en 1915. Au printemps 1915, ils parviennent enfin à Arkhangelsk, où ils furent accueillis sous les acclamations. Le 1er octobre 1915, l’expédition est dissoute et l’équipage est réparti entre d’autres navires de guerre russes.
Jusqu’au 16 juillet 1915, le Vaïgatch était répertorié comme transport et jusqu’au 17 juillet 1916, il faisait partie de la flotte de la Baltique. Il a participé à la Première Guerre mondiale. Le 17 février 1918, l’équipage du navire passe du côté du gouvernement soviétique.

## Perte
En septembre 1918, le Vaïgatch a heurté un rocher sous-marin (ou un banc de sable) non indiqué sur les cartes dans le golfe de l'Ienisseï, non loin du cap Efremov Kamen, dans la mer de Kara, et a coulé à l’embouchure de l’Ienisseï,,.

## Redécouverte
À l’été 2020, un navire gisant sur le fond marin a été retrouvé dans la mer de Kara près du cap Efremov Kamen, à l’embouchure de la baie d’Ienisseï, à une profondeur de 27 mètres. À l’été 2021, lors d’une nouvelle expédition et d’une inspection de la coque du navire par des véhicules sous-marins, il a été établi que le navire coulé était le brise-glace Vaïgatch, qui avait coulé en 1918.

## Postérité
En son souvenir, un brise-glace à propulsion nucléaire, construit en 1989, a été nommé Vaïgatch.
En 2013, la poste russe a émis un bloc-feuillet consacré au 100e anniversaire de la découverte de l’archipel de Severnaïa Zemlya, avec l’image du Vaïgatch.
La baie de Taiwai, dans la mer des Laptev et l’île Maly Taïmyr, ont été nommées d’après les premières syllabes des noms du Taïmyr et du Vaïgatch, dont les équipages ont découvert l’île de Maly Taimyr en 1913